# Indice agroclimatique
Les indices agroclimatiques sont des mesures de plus en plus utilisées dans l'agriculture depuis les années 1960.

## Indice temporel
L'indice de cycle de croissance (défini par la FAO) est le temps nécessaire à une culture annuelle pour accomplir son cyle annuel: établissement, croissance et production de la partie utile. Les cultures pérennes ont un cycle de croissance supérieur à un an.

## Indices thermiques
- Risques de gel (tardifs au printemps ou précoces en automne)
- Températures extrêmes
- Saison de croissance
- Degré jour de croissance

## Indices hydriques
- Précipitations (mm) : Risques de précipitations (%) - Pluviométrie (mm)
- Evapotranspiration (ETP)
- Humidité
- Bilan hydrique
- Indice d'assèchement

## Indices spécifiques selon les cultures
Certaines cultures comme le maïs ou le soja nécessitent une saison de croissance longue et chaude. Le calcul de l’accumulation des unités thermiques maïs (UTM) permet de caractériser les saisons de croissance (des UTM élevées signifient une saison longue et chaude). 
Par exemple, pour le maïs :
- Unités thermiques maïs (varie de 1300 dans le Nord du Québec à 3300 dans le Sud),
- Potentiel d'endurcissement des grains
- Perte d'endurcissement